# Ilosaarirock

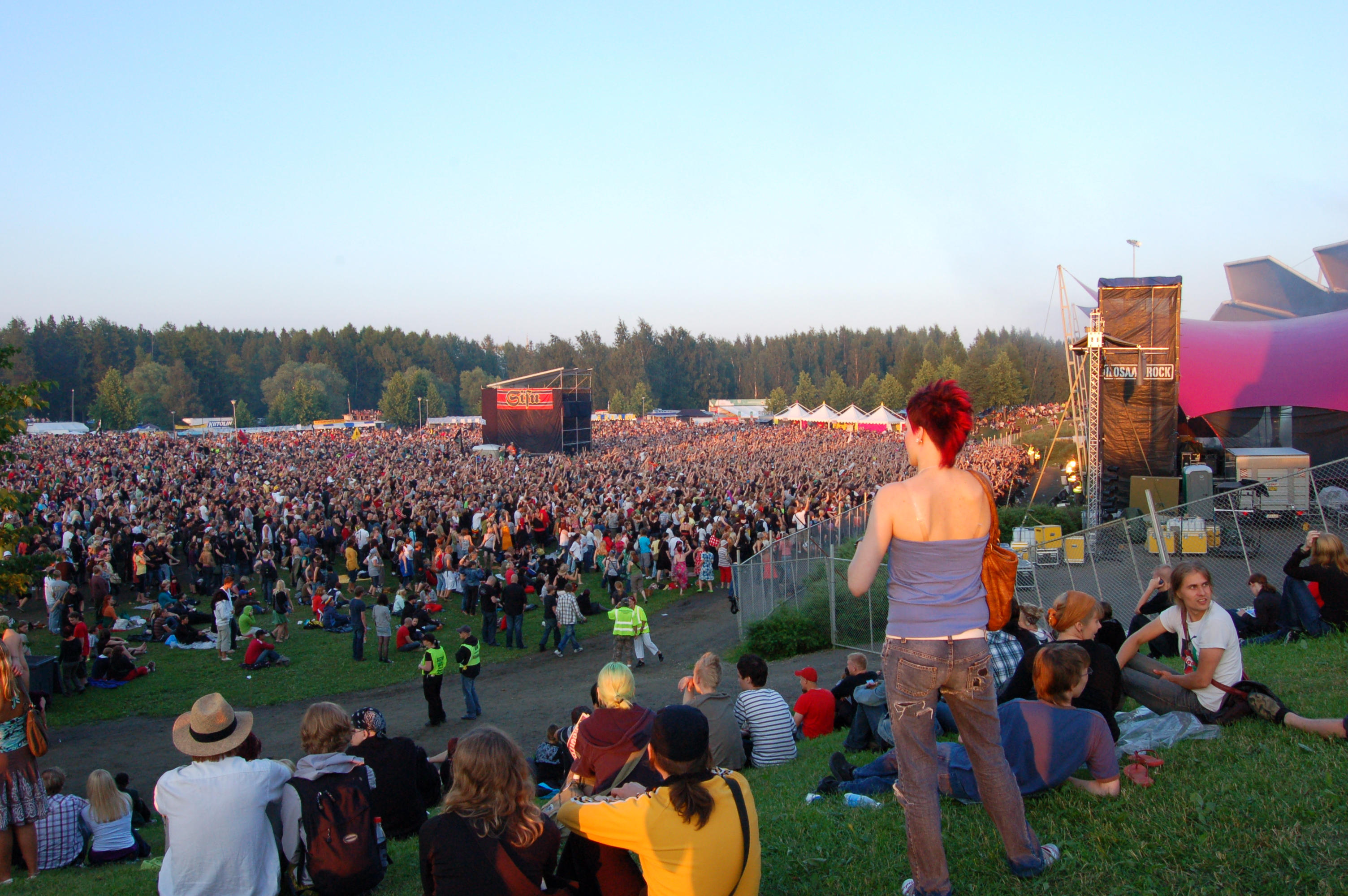
Festivalen 2007, som hade över 21 000 dagliga besökare.

Ilosaarirock är en musikfestival i Joensuu i Finland som hållits andra helgen i juli varje år sedan 1971.